# Пнеумоперикард
Пнеумоперикард  је медицинско стање у коме ваздух улази у перикардијалну шупљину. Ово стање је препознато код превремено рођених новорођенчади, код којих је удружено са тешком плућном патологијом, након интензивне реанимације или у присуству потпомогнуте (механичке) вентилације. Ово је озбиљна компликација, која ако се не лечи може довести до тампонаде срца и смрти. Стање које се зове пнеумомедијастинум, што је присуство ваздуха у медијастинуму, може опонашати и такође коегзистирати са пнеумперикардом.
Може бити урођен или последица повреде.

## Етиологија
Пнеумперикард се може десити из много различитих разлога, али у већини случајева узрокован је нагњеечењем или тупом повредом грудног коша, узрокованом:
- Саобраћајна несрећа
- Пад са висине
- Пуцањ
- Убадање
- Тешка астма
- Механичка вентилација, посебно код новорођенчади
- Проблеми са ваздушним притиском или баротраумом услед роњења или лета авионом.

Други узроци пнеумперикарда укључују:
- Гас у трбушној дупљи
- Болести плућа попут астме или цистичне фиброзе које могу изазвати ваздух изван плућа
- Болести плућа које изазивају ваздух у простору између плућа , званом медијастинум
- Превише притиска у плућима који може изазвати ваздух изван плућа
- Компликације од операције срца или плућа
- Инфекција перикарда
- Неки синдроми присутни при рођењу
- Фистуле, или неправилне везе између перикарда и подручја које задржава гас, као што је ваш душник

## Патофизиологија
Механизам одговоран за пнеумоперикард је Маклин ефекат – по коме због  повећаног градијента притиска између алвеоле и интерстицијалног простора. долази до руптуре алвеола, и продора ваздуха кроз перикапиларни интерстицијски плућни простор који је у континуитету са перибронхијалним и плућним периваскуларним омотачима. Одатле ваздух иде у плућни хилум  а затим у медијастинум. У случају кидања перикарда, овај ваздух продире у перикардијалну шупљину и развија се пнеумоперикард. Стање може остати асимптоматско или може напредовати до стања опасних по живот, као што су тензиони пнеумоперикард или тампонада срца.

## Клиничка слика
Клиничкуслику карактерише:
- диспнеја,

- цијаноз,
- бол у грудима,
- парадоксални пулс,
- брадикардија или тахикардија,
- отицање у рукама и ногам
- урзано дисање,
- несвестица,
- мучнина,
- проширене вене на врату,
- низак крвни притисак,
- бледа кожа, хладни прсти на рукама и ногама
- конфузија

## Дијагноза
Приликом физичког прегледа, пацијент може имати класичну Бекову тријаду – хипотензију, проширење југуларне вене и удаљене срчане тонове, када је болст компликована тампонадом срца. Продужење медијастиналног ваздуха до поткожног ткива кроз фасцијалне равни може довести до поткожног емфизема. Када се ваздух и течност помешају у перикардијалној кеси, може се чути звук звецкања преко усисног прскања. Ово је познато као „Bruit de Moulin“, што на француском значи дах „млинског точка“. Ваздух између предњег паријеталног перикарда и грудног коша може изазвати Хаманов знак – што је звук пуцкетања који се типично чује при аускултацији грудног коша, али се понекад може чути чак и ухом без помоћи инструмената.